# Madone ronde
Madone ronde est un tableau réalisé par l'artiste polonaise Tamara de Lempicka en 1937. 

## Caractéristiques
De 34 centimètres de diamètre, ce tondo exécuté sur bois à la peinture à l'huile est un portrait en buste de la Vierge Marie, laquelle est représentée la tête recouverte d'un voile blanc qu'elle ajuste de la main droite, ses yeux bleus levés au ciel. Peinture chrétienne de style Art déco, il est conservé au musée de l'Oise à Beauvais, en France, depuis un don de l'artiste en 1976.